# Himmacia
Himmacia is een geslacht van vlinders van de familie sikkelmotten (Oecophoridae), uit de onderfamilie Depressariinae.

## Soorten
- H. diligenda Meyrick, 1928
- H. huachucella (Busck, 1908)
- H. languida (Meyrick, 1911)
- H. refuga (Meyrick, 1916)
- H. stratia Hodges, 1974